# Albert Riggenbach
Albert Riggenbach, également connu sous le nom d'Albert Riggenbach-Burckhardt, est un physicien et météorologue suisse, né le 22 août 1854 à Bâle et mort le 28 février 1921 dans la même ville.
Il est le coauteur, avec Hugo Hildebrand Hildebrandsson et Léon Teisserenc de Bort, de l'un des premiers atlas de nuages, l'Atlas international des nuages de 1896.

## Biographie

### Origines et famille
Albert Riggenbach naît le 22 août 1854 à Bâle. Il est également originaire de cette ville.
Son père, Albert Riggenbach (1822-1906) est banquier ; sa mère est née Marie Henriette Iselin (1824-1919). Les architectes Christoph Riggenbach (de) et Achilles Huber (de) sont respectivement son oncle et son grand-oncle. Le théologien Eduard Riggenbach (de) est son frère cadet.
Il épouse en 1883 Valerie Burckhardt, fille d'un commerçant.

### Études
Albert Riggenbach étudie les mathématiques et la physique à Bâle, Tübingen, Munich et Berlin. Il obtient son doctorat en 1880 et son habilitation universitaire en 1886. Celle-ci porte sur les premières observations du phénomène optique de l'anneau de Bishop.

### Parcours professionnel et universitaire, recherches
En 1880, il devient assistant d'astronomie et de météorologie à l'Institut de physique de Bâle. Il est enseignant de mathématiques au gymnase de 1882 à 1900, puis professeur à l'Université de Bâle de 1899 à 1914. Durant les années 1890, Riggenbach prend également les premières photos réussies de cirrus, dont certaines figurent dans l'atlas des nuages de 1896.
Riggenbach était membre de la Société de recherches naturelles de Bâle à partir de 1880 et son secrétaire de 1880 à 1894. Il a également été membre de nombreuses commissions scientifiques nationales et internationales.

### Parcours politique
Membre du parti libéral, il siège au Grand Conseil du canton de Bâle-Ville de 1912 à 1917.